# Õ̌
Õ̀ (minuscule : õ̀), appelé O tilde caron, est une lettre latine utilisée dans l’écriture du lyélé.
Elle est formée de la lettre O avec un tilde suscrit et un caron.

## Représentations informatiques
Le O tilde caron peut être représenté avec les caractères Unicode suivants : 
- précomposé (supplément Latin-1, diacritiques)[1],[2] :

| formes    | représentations | chaînes de caractères | points de code | descriptions                                      |
| --------- | --------------- | --------------------- | -------------- | ------------------------------------------------- |
| capitale  | Õ̌               | Õ◌̌                    | U+00D5 U+030C  | lettre majuscule latine o tilde diacritique caron |
| minuscule | õ̌               | õ◌̌                    | U+00F5 U+030C  | lettre minuscule latine o tilde diacritique caron |

- décomposé (latin de base, diacritiques) :

| formes    | représentations | chaînes de caractères | points de code       | descriptions                                                  |
| --------- | --------------- | --------------------- | -------------------- | ------------------------------------------------------------- |
| capitale  | Õ̌               | O◌̃◌̌                   | U+004F U+0303 U+030C | lettre majuscule latine o diacritique tilde diacritique caron |
| minuscule | õ̌               | o◌̃◌̌                   | U+006F U+0303 U+030C | lettre minuscule latine o diacritique tilde diacritique caron |